# Digitally Imported
Digitally Imported (DI.fm) – radio internetowe z Denver, które specjalizuje się w muzyce elektronicznej. Oferowane są także inne gatunki muzyczne z bliźniaczej sieci, RadioTunes.com.
W każdy czwartek o godzinie 18:00 radio nadaje audycję „Global DJ Broadcast” Markusa Schulza oraz o godzinie 20:00 „A State of Trance” Armina van Buurena.

## Najpopularniejsze audycje
Opracowano na podstawie materiału źródłowego.

### Transitions
- Prowadzący: John Digweed
- Emisja: Poniedziałek, 18:00 – 19:00
- Kanał: Progressive

### Planet Perfecto Show
- Prowadzący: Paul Oakenfold
- Emisja: Poniedziałek, 19:00 – 21:00
- Kanał: Club Sounds

### Future Sound of Egypt
- Prowadzący: Aly & Fila
- Emisja: Środa, 22:00 – 00:00
- Kanał: Trance

### Corsten's Countdown
- Prowadzący: Ferry Corsten
- Emisja: Środa, 20:00 – 21:00
- Kanał: Trance

### Global DJ Broadcast
- Prowadzący: Markus Schulz
- Emisja: Czwartek, 18:00 – 20:00
- Kanał: Trance

### A State of Trance
- Prowadzący: Armin van Buuren
- Emisja: Czwartek, 20:00 – 22:00
- Kanał: Trance

### Group Therapy Radio
- Prowadzący: Above & Beyond
- Emisja: Piątek, 20:00 – 22:00
- Kanał: Trance

### Global
- Prowadzący: Carl Cox
- Emisja: Piątek, 20:00 – 22:00
- RADIO REMEDY
- Prowadzący: Chris Progstone
- Emisja: Wtorek 19:00 - 20:00
- Kanał: Club Sounds

## Historia
Radio zostało założone 6 grudnia 1999 roku. Początkowo oferowało jedynie kanał z muzyką trance.
W 2003 firma zamieniła się w dochodową korporację, oferując tym samym muzykę o lepszej jakości za opłatą.